# جزيرة إيانغ
جزيرة إيانغ وهي جزيرة من جزر إندونيسيا، وتقع في بحر بالي ضمن جزر سومينيب في إقليم جاوة الشرقية.